# 瓦德林
瓦德林（拉丁語：Waldelenus，531年—615年），法蘭克王國的公爵，統治阿爾卑斯山脈至侏羅山脈之間嘅區域。瓦德林曾任勃艮第宮相，於581年在梅斯出任奧斯特拉西亞宮相。
瓦德林（別稱貝桑松的瓦德林）是阿勒曼尼人馬格納查爾（Magnachar，約506-565年）的兒子。馬格納查爾作為法蘭克人盟友，曾任阿文蒂庫姆公爵（pagi d'Aventicum）.。
瓦德林同妻子芙拉維婭（Flavie）一直未能生育，於是前往呂克瑟伊修道院向聖人高隆邦（Colomban）求助。高隆邦答應為他們祈禱求子，但條件係長子必須成為他的教子。芙拉維婭不久懷孕，分娩後將嬰兒交給高隆邦。高隆邦為嬰兒施洗命名為多納並成為其教父。嬰兒交還母親後，被送往呂克瑟伊修道院接受教育。多納成年後當選為貝桑松主教。二人後來再生下次子克拉梅倫（Chramelène），瓦德林死後由克拉姆內倫繼承公爵之位。最後夫妻再獲兩名女兒。
瓦德林之妻艾莉婭·芙拉維婭（Aelia Flavia）是高盧-羅馬貴族。她可能是非洲行省總督費利克斯·恩諾迪烏斯（Felix Ennodius，約420年在任）的後裔，母系則源自西阿格里烏斯（Syagrius）家族.。
瓦德林在勃艮地的對手勃艮第總督威利巴德，他代表勃艮地普羅旺斯貴族的影響力。威利巴德可能不是法蘭克人，但可能是勃艮地人，他是當地貴族的最後代表之一。威利巴德的權力中心在里昂、維埃納和瓦朗斯。威利巴德繼續面對科倫巴努斯（Columbanus）、瓦德林之子貝桑松的克拉姆內倫（Chramnelenus of Besançon）、克拉姆內倫的妹夫第戎的阿馬爾加爾（Amalgar of Dijon）以及尚布利的萬達爾伯特（Wandalbert of Chambly）等人的挑戰 ，最終在642年的歐坦戰役中被擊敗，其部眾遭屠戮洗劫。